# 미얀마 국민통합정부
미얀마 민족통합정부(버마어: အမျိုးသားညီညွတ်ရေး အစိုးရ, 영어: National Unity Government of Myanmar, 약칭 NUG)는 2021년 미얀마 쿠데타로 축출된 선출 입법자들과 국회의원으로 구성된 미얀마의 연방의회 대표위원회가 만든 망명정부이다. 미얀마 연방공화국의 전 국가고문 아웅산수찌가 속한 민족민주연맹의 대의원을 비롯하여 소수민족 반군, 그리고 미얀마의 소수 정당으로 구성되어 있다. 미얀마를 통치하는 군부인 국가통치평의회는 민족통합정부를 불법으로 규정하고 테러 단체로 지정했다.
2021년 5월 민족통합정부는 인민방위군의 편성을, 같은 해 9월에는 "방어전쟁"과 군부에 맞선 거국적인 혁명의 개시를 선언했다. 2021년 9월 현재, 민족통합정부는 미국, 영국, 프랑스, 체코, 오스트레일리아, 대한민국에 특사를 파견했다.

## 역사
2021년 2월 미얀마에서 쿠데타가 발생한 이후, 2020년 총선에서 입법자로 선출된 민주민족연맹 당원들이 연방의회 대표위원회를 설립했다. 연방의회 대표위원회는 미얀마의 적법한 입법기구라고 주장하였다. 4월 16일 연방의회 대표위원회는 민주민족연맹 및 다른 정당, 그리고 무소속 의원들을 포함한 민족통합정부의 공직자를 지명했다.
민족통합정부는 곧바로 미얀마의 정부로써 국제적인 인정을 얻으려고 했고, 미얀마 국민들에게서 많은 지지를 받았다. 민족통합정부가 선언되었을 때, 내무부 및 이민부 장관으로 임명된 륀 코 랏은 여러 국가들에게서 곧 인정을 받을 것이라고 기대한다고 말했다. 국제노동조합연맹은 각국 정부와 유엔에 인정을 촉구했고, 동남아시아 국가 연합 회원국의 인권 옹호 입법인 집단인 아세안 인권의원은 4월 24일 아세안 정상 회담에서 군부 대신 민족통합정부의 대표를 초청할 것을 요구했다.
2021년 5월, 민족통합정부는 군부에 맞선 불복종 저항 운동을 개시하기 위해 무장단체인 인민방위군을 결성했으며, 인민방위군은 5월 8일 테러 단체로 지정되었다. 9월 7일, 민족통합정부는 군부에 맞선 방어전을 개시한다고 선언했으며, 시민들에게 국가 곳곳에서 군부에 맞서 봉기할 것을 촉구하였다.
2021년 10월 6일, 말레이시아 외교부 장관인 사이푸딘 압둘라는 미얀마 군부가 아세안의 5개 조항에 협조하지 않을 경우 민족통합정부와 공식 회담을 가질 준비가 되어 있다고 경고했다.

## 국제 사회의 인정
2021년 9월 제76차 유엔 총회의 사전 준비에서 유엔은 미얀마의 합법 정부를 인정하는 것에 대해 공식적인 결정을 내릴 것으로 예상되어 왔다. 미국과 중국 사이의 막후 타협으로 미얀마 군부의 대표들은 총회에 참석하지 못했고, 민족통합정부를 대표하는 현직 미얀마 대표인 콰우 모 툰의 교체 결정을 사실상 보류했다
2021년 10월 5일 프랑스 상원은 민족통합정부를 미얀마의 공식 정부로 인정하는 법안을 만장일치로 통과시켰다. 2021년 10월 7일, 유럽 의회도 이러한 결정을 따라 연방의회 대표위원회와 민족통합정부를 미얀마의 유일한 적법정부로 승인했다.

## 공직자

### 행정부
| 공직       | 이름          | Portfolio  | 임기            | 임기 | 임기 | 정당                            | 출처   |
| 공직       | 이름          | Portfolio  | 당선            | 사임 | 날짜 | 정당                            | 출처   |
| ---------- | ------------- | ---------- | --------------- | ---- | ---- | ------------------------------- | ------ |
| 대통령     | 윈 민         | 국가 수반  | 2021년 4월 16일 | 재임 | 1585 | 민족민주연맹                    | [ 20 ] |
| 부통령     | 두와 라시 라  | 부국가수반 | 2021년 4월 16일 | 재임 | 1585 | 카친 민족협의체/카친 정치조정팀 | [ 20 ] |
| 국가고문관 | 아웅산수찌    | 정부수반   | 2021년 4월 16일 | 재임 | 1585 | 민족민주연맹                    | [ 20 ] |
| 총리       | 만 윈 카잉 탄 | 부정부수반 | 2021년 4월 16일 | 재임 | 1585 | 민족민주연맹                    | [ 20 ] |

## 같이 보기
- 인민방위군 (미얀마)
- 미얀마 내전 (2021년~현재)